# Терещенковский сельский совет (Белопольский район)
Терещенковский сельский совет (укр. Терещенківська сільська рада) — входит в состав
Белопольского района
Сумской области
Украины.
Административный центр сельского совета находится в 
с. Терещенки
.

## Населённые пункты совета
- с. Терещенки
- с. Новоандреевка
- с. Руденково
- с. Садовое